# Monsieur le Président
Monsieur le Président (El señor Presidente) est un roman écrit en espagnol de l'écrivain et diplomate guatémaltèque, lauréat du prix Nobel de littérature, Miguel Ángel Asturias, publié en 1946.
Grande référence de la littérature latino-américaine, ce roman brosse le portrait d'un dictateur sud-américain.
Traduit en français par Georges Pillement, Francisca Garcias et Yves Malartic, sous le titre Monsieur le Président dès 1952, le roman connaît une nouvelle traduction signée Georges Pillement et Dorita Nouhaud en 1977. 
En France, ce roman remporte le Prix du Meilleur livre étranger.

## Contexte et publication
Monsieur le Président est publié pour la première fois en 1946. Asturias, né en 1899, a alors 47 ans. Mais pour trouver la source de Monsieur le Président, il faut remonter aux toutes premières années de la vie de l'écrivain. Les parents d’Asturias – son père est avocat et sa mère institutrice – sont victimes de la persécution du régime de Manuel José Estrada Cabrera, arrivé au pouvoir en 1898. Le jeune Asturias et sa famille se voient donc contraints de fuir la capitale en 1900.
De retour à Guatemala Ciudad en 1907, Asturias termine ses études secondaires puis en 1917 s’inscrit à la faculté de droit. Publiant ses premiers textes dans le journal "El Estudiante" il participe alors activement avec d’autres étudiants à la lutte contre la dictature de Cabrera qui est finalement renversé en 1920. Le dictateur déchu refuse l’exil et décide de se défendre lui-même contre les accusations qu’on lui porte. Asturias est présent lors de son procès, en tant que secrétaire officiel, et peut ainsi observer le dictateur en chair et en os dans le box des accusés. Ses souvenirs lui serviront plus tard à composer la figure du personnage central de son roman. Comme il le dit lui-même : 
« Je le voyais presque tous les jours à la prison. Et je compris qu’il ne faisait aucun doute que des hommes comme lui exerçaient un pouvoir vraiment spécial sur les gens. En effet, tant qu'il serait derrière les barreaux, les gens diraient : «Non, ce ne peut pas être Estrada Cabrera. Le vrai Estrada Cabrera s’est échappé. C’est un pauvre vieillard qu’ils ont enfermé ici ». »
En 1922, Miguel Angel Asturias soutient sa thèse intitulée El problema social del indio dans laquelle il dénonce les souffrances et les injustices dont sont victimes les Indiens au Guatemala et qui lui vaut le titre d’avocat et de notaire. Cette préoccupation pour la condition de l’indigénat se retrouvera dans Monsieur le Président, roman en grande partie rédigé suivant le point de vue du peuple. Mais malgré cet arrière-plan social marqué, Asturias précise bien qu’il a écrit Monsieur le Président « sans engagement social » d’aucune sorte. Le roman ne se limite pas à sa nation mais au contraire revendique une portée bien plus universelle.
C’est en 1923, que l’on peut situer la genèse de Monsieur le Président. Dans son allocution Monsieur le président comme mythe Asturias affirme que le roman « n’a pas été écrit en sept jours mais en sept ans ». À la fin de l’année 1923, le jeune écrivain rédige un conte en vue d’un concours organisé par une revue du Guatemala. Ce texte, non publié, s’intitule Los mendigos politícos (Les Mendiants politiques) et servira de point de départ au roman à venir.
Installé à Paris en 1924 où il suit les cours de Georges Raynaud à la Sorbonne, Asturias fréquente les avant-gardes artistiques et littéraires du moment.  C'est dans ce contexte qu'il rédige l'essentiel de Monsieur le Président. Le réalisme magique qu'il développe dans son roman sera notamment influencé par les travaux des artistes surréalistes qu'il rencontre, comme André Breton, Benjamin Péret ou Tristan Tzara.
En juillet 1933, Asturias retourne au Guatemala mais il juge préférable de ne pas emporter son manuscrit avec lui, car son pays est désormais aux mains d’un autre dictateur Jorge Ubico Castañeda qui pourrait se reconnaître dans le personnage central du roman. Il confie un exemplaire intitulé Tohil à son ami et futur traducteur, Georges Pillement et en envoie un autre à la ville de Mexico où le roman paraîtra en premier, publié par les Éditions Costa Amic en 1946. À la fin du manuscrit figurent les dates : « Paris, novembre 1925 et 8 décembre 1932 ».  Mais treize ans plus tard, revenant sur la trajectoire créative de son œuvre et estimant que la nouvelle Les Mendiants politiques, en constituait le point de départ, Asturias rajoute avant la publication du roman une troisième date juste avant les deux autres : « Guatemala, décembre 1922 ». 
On peut noter  que, même si deux épisodes centraux de Monsieur le Président, le chapitre XII « Camila » et l’« Épilogue », ont été révisés après 1932 – difficile en revanche de déterminer à quel moment précisément –  Asturias ne mentionne sur le manuscrit aucune date postérieure à 1932 comme moment créatif décisif de son roman .  Comme le résume  Gérald Martin « le roman est pour ainsi dire un texte parisien, avec un prologue et un épilogue guatémaltèques  ».

## Structure narrative
Monsieur le Président est constitué de trois parties et d’un épilogue. Les deux premières parties retracent des évènements se déroulant de manière suivie au cours d’une même semaine : la première partie s’intitule  « 21, 22, 23 avril » et la seconde « 24, 25, 26, 27 avril ». La troisième partie, quant à elle, s’inscrit dans un temps plus long et est intitulée explicitement : « Des semaines, des mois, des années… »

### Première partie
Le roman débute dans la capitale, au pied de la cathédrale, où les mendiants se réunissent à la Porte du Seigneur pour passer la nuit. L’un d’entre eux, surnommé le Pantin, est victime de crises de folie à chaque fois qu’il entend parler de sa défunte mère et les autres mendiants s’amusent à le harceler à ce sujet. Ce soir là, alors qu’il est assoupi, un des fidèles du Président, le colonel José Parrales Sonriente, s’approche du Pantin et lui crie : « Mère ! ». Le mendiant, réveillé en sursaut se jette alors sur le colonel et le tue.
Par la suite, les autres mendiants sont interrogés et torturés pour qu’ils avouent que c’est le général Eusebio Canales, qui faisait autrefois partie de l’entourage du président ainsi que l’homme de loi Abel Carvajal qui sont responsables du meurtre du Colonel. En effet, pour le Juge à qui les mendiants soutiennent que le Pantin est coupable, il est impossible qu’un idiot soit responsable. Pendant ce temps, le Président ordonne à Miguel Visage d’Ange, qui est son homme de confiance, d’aider le général Canales à s’enfuir avant qu’il ne soit arrêté au matin, pour le meurtre de Sonriente. Le Président, que l’on suppose être à l’origine de ces fausses accusations, souhaite que Canales prenne la fuite car ce serait ainsi la preuve irréfutable de sa culpabilité.
Au café « Le Tous-Tep » dont la gérante est une femme appelée la Serpente, Visage d’Ange rencontre Lucio Vásquez, un policier à qui il explique qu’il va enlever Camila, la fille du général Canales, ceci afin de couvrir la fuite de ce dernier. Plus tard dans la soirée, Vasquez rencontre son ami Genaro Rodas et alors qu’ils sortent d’un bar, ils aperçoivent le Pantin, à la porte du Seigneur. Vasquez tue le Pantin, qu’on accuse d’avoir la rage. Genaro Rodas, choqué par ce qu’il vient de voir, rentre chez lui et raconte tout à sa femme, Fedina, y compris l’intention de la police d’arrêter Canales au petit matin.
En pleine nuit, avec la complicité de Vasquez, Visage d’Ange se rend chez Canales, enlève Camila et la ramène au « Tous-Tep » pendant que Canales s’enfuit et que la police alertée pille la maison.

### Deuxième partie
Au petit matin, Fedina Rodas se précipite à la demeure de Canales afin de le prévenir de son arrestation imminente pour le meurtre du colonel Sonriente. Elle arrive malheureusement trop tard et est arrêtée par le président du tribunal, comme complice de la fuite de Canales. Fedina est torturée pour qu’elle avoue l’endroit où se cache le général, ce qu’elle ignore. Les soldats lui font « tripoter de la chaux vive » puis lui donnent son bébé qui, ne pouvant se nourrir à son sein à cause du goût âcre de la chaux, finit par mourir d’inanition dans ses bras.
De retour au « Tous-Tep », Visage d’Ange se rend auprès de Camila. Il essaie de la faire héberger chez ses oncles et tantes mais tous refusent, craignant de perdre leurs amis et d’être associés « à la fille d’un ennemi de Monsieur le Président ». Visage d’Ange se sent partagé entre son attirance physique pour Camila et son désir de faire le bien dans un pays gouverné par la terreur.
Camila est malade et sa santé s’aggrave de jours en jours. Visage d’Ange en est informé et se rend sur le champ au « Tout-Tep » pour la voir. Finalement libérée, Fedina, qui n’est plus que l’ombre d’elle-même est achetée par une maison close « Le Doux Enchantement » mais lorsqu’on découvre qu’elle garde son bébé mort, serré contre sa poitrine, on la juge folle et l’envoie plutôt dans un hôpital.
Visage d’Ange rencontre au « Doux Enchantement » le commandant Farfan, un homme du Président et l’informe que sa vie est menacée car un ordre a été donné de l’exécuter.  Visage d’Ange qui a « si souvent envoyé d’autres à la mort » agit pour la première fois de la sorte en poussant « un homme vers la vie. ». Ce soudain changement de comportement s’explique par l’espoir que Dieu le récompensera de cette bonne action, en sauvant Camila de la mort. 
Le dernier chapitre de la deuxième partie, montre le Général Canales en fuite, qui arrive dans un village où il est secouru par un Indien et trois sœurs célibataires qui l’hébergent puis l’aident à passer la frontière.

### Troisième partie
Une étudiante, un sacristain et l’avocat Abel Carvajal, sont enfermés en prison à l’intérieur d’une même cellule et se racontent comment ils sont arrivés là. Pendant ce temps, la femme de Carvajal, désespérée, se rend chez le Président et d’autres personnages influents comme le Président du Tribunal pour implorer la grâce pour son époux mais tous refusent de la recevoir. À l’issue d’un procès expéditif, accablé par de faux témoins – comme le dit le Juge « Pas d’histoires ; ici il n’y a pas de pelle, ni d’appel, inutile de reculer pour mieux sauter ! » Carvajal est sans surprise condamné à être fusillé.
Le Ticher, professeur d’anglais versé dans le spiritisme et les sciences occultes, dit à Visage d’Ange que s’il aime vraiment Camila, celle-ci pourra peut-être être sauvée par le sacrement du mariage. Le même jour « Camila et Visage d’Ange [s’épousent] au seuil de l’Inconnu. ». Le miracle survient car Camila recouvre la santé mais une mauvaise nouvelle leur est apportée : le Général Canales, qui préparait une révolution, est mort en lisant dans le journal que le Président de la République avait été témoin au mariage de sa fille. Cette information était bien sûr totalement fausse.
Le Président se prépare à être réélu. La découverte de son affiche de campagne suscite la liesse des clients d’un café. Pendant ce temps, le Président confie à Visage d’Ange une mission diplomatique à l’étranger. Le favori souhaite profiter de cette occasion pour fuir définitivement le régime. Il dit à Camila qu’elle pourra ensuite le rejoindre aux États-Unis sous le prétexte qu’il est très malade. Le couple se sépare mais juste avant d’embarquer pour New York, Visage d’Ange est arrêté par le commandant Farfan, sur ordre du Président. Le favori en disgrâce est molesté puis jeté en prison pendant qu’un imposteur prend sa place sur le navire en partance.
Camila, enceinte, guette anxieusement des lettres de son époux. Elle envoie des télégrammes au Président, sans réponse. Ayant fini par perdre tout espoir, elle déménage à la campagne avec son fils qu’elle appelle Miguel, comme son père. Pendant ce temps, Visage d’Ange est devenu le prisonnier sans nom, dans la cellule 17. Il pense constamment à Camila et c’est cet espoir qui le maintient en vie. Mais un jour, un gardien de prison lui délivre une fausse information selon laquelle, Camila serait devenue la fiancée de Monsieur le Président, pour se venger de son mari qui l’aurait abandonnée. Visage d’Ange en meurt aussitôt de chagrin. 

### Épilogue
La Porte du Seigneur est en ruines alors que défile un cordon de prisonniers. Le montreur de marionnettes qui habite là, a perdu la raison et chante à tue-tête dans la rue. Des « morceaux de paperasse officielles – désormais inutiles –» s’envolent dans le vent. Le roman s’achève avec une touche d’espoir, avec l’image de la mère de l’étudiant, lisant le rosaire et concluant par un « Kyrie Eleison… »

## Analyse
Si l’on observe la structure narrative, on constate que le dictateur en tant que personnage agissant, n’occupe qu’un rôle très réduit dans le roman. Il est en revanche l’éminence grise, le pouvoir supérieur dont les différentes décisions (fausses accusations contre Canales, mission confiée à Visage d’Ange qui aboutit à sa rencontre avec Camila, enfin disgrâce finale du favori) constituent les principaux ressorts de l’action. 
Asturias adopte un point de vue qui fut le sien en tant qu’enfant et adolescent ayant grandi en dictature. Dans son roman, il fait voir la dictature avec les yeux de ceux qui la subissent. Cela explique notamment pourquoi le personnage du dictateur n’apparaît quasiment jamais dans la narration ce qui ne l’empêche pas d’être présent partout, grâce à la propagande et aux hommes qui font appliquer sa politique de terreur. Cette mise à distance a pour effet de transformer progressivement le président en une figure supérieure et mythique, d’autant plus puissante qu’invisible.
Asturias multiplie les points de vue dans le roman mais ne se confronte jamais directement à celui du dictateur. Le lecteur ne sait presque rien de son parcours et n’a pas accès à ses pensées. Le dictateur n’a pas de nom, pas plus que le pays qu’il gouverne. Il n’a aucune richesse psychologique et se réduit en quelque sorte à la fonction contenue dans son titre « Monsieur le Président », par lequel il est en permanence désigné. Bien que le personnage s’inspire du dictateur réel Estrada Cabrera, Asturias prend de la distance et offre moins la description d’un dictateur en particulier que de la dictature en général. C’est avant tout l’entreprise de mythification à l’œuvre en dictature qui est mise en lumière, la politique de propagande et les effets sur le peuple qui finit par se convaincre de la nature surnaturelle de son chef, annihilant par là même toute velléité de rébellion. En effet, à quoi bon lutter contre un être d’une nature supérieure ? La dictature se construit sur le modèle de la religion, c'est-à-dire sur une absence ; les dieux doivent être invisibles pour provoquer la ferveur. C’est la distance et le mystère qui en découle, qui permet de donner naissance aux divinités et aux prophètes.
Le style du roman, ce qu’Asturias appelle son « réalisme magique », vient renforcer cette impression surnaturelle. Le dictateur se transforme, devient une figure fantasmée et fantasmatique. L’effacement de l’homme permet la naissance du mythe : le dictateur se fait demi-dieu, surhomme ou encore sorcier capable de commander aux éléments. Au point culminant du roman, le Président est même identifié à Tohil, le Dieu sanguinaire du panthéon maya, établissant ainsi un lien entre le présent et le passé légendaire de l’Amérique précolombienne. Asturias avoue lui-même que le mythe est l’une des façons les plus efficaces de représenter le dictateur. Ce dernier est selon ses propres mots : 
« Un homme-mythe, un être supérieur […] qui remplit les fonctions du chef tribal dans les sociétés primitives, investi de pouvoirs sacrés, invisible comme Dieu ;  cependant moins il apparaît dans sa corporéité, plus il devient mythologique. »
Le pays où sévit la dictature est lui-même baigné de cette lumière surnaturelle. La ville aussi bien que la campagne sont des espaces mystérieux et oniriques, aux frontières confuses. Il est impossible de fuir la dictature qui se présente comme un univers clos, vivant en autarcie. Ce qui se passe dans le reste du monde est sans importance ou plutôt sans prise aucune sur la vie des habitants. La dictature devient un long rêve interminable dont la mort est le seul réveil possible.

## Réception de l’œuvre
Publié pour la première fois au Mexique en 1946, par les éditions Costa Amic et diffusé au Guatemala, Monsieur le Président reçoit dès le départ un accueil enthousiaste du public et des critiques. Les écrivains et intellectuels de gauche saluent tout particulièrement ses innovations stylistiques  et son engagement social et politique – bien qu’Asturias se soit toujours défendu d’avoir écrit un roman social. Toutefois, certains ont pu reprocher à Asturias d’avoir été trop largement influencé par le modernisme européen, ce qui, selon d’autres est au contraire une qualité qui a permis d’insuffler un renouveau dans les lettres latino-américaines.
La réception est chaleureuse partout ailleurs en Amérique latine. Traduit dans de nombreuses langues, le roman connaît par la suite un succès international. En 1952, il est récompensé en France par le prix du meilleur livre étranger. Tous s’accordent pour reconnaître son avant-gardisme et ses prouesses stylistiques. Le succès des traductions en langue française et anglaise est d’ailleurs assez exceptionnel pour être noté, à une époque où la littérature hispano-américaine est peu diffusée en dehors des pays hispanophones et vient préfigurer le « boom » qu’elle connaîtra dans les années 1960.
En 1967, la consécration survient lorsque Asturias est couronné par le prix Nobel de littérature pour l’ensemble de son œuvre. Dans son discours, il confie que la littérature doit être considérée à la fois comme un « témoignage » et un « instrument de lutte ». Il insiste plus particulièrement sur la possibilité de créer un nouveau genre en Amérique latine, basé sur l’héritage indigène présent dans ces pays. Ce nouveau style serait capable de véhiculer l’espoir et la lumière dans « les ténèbres qui nous menacent actuellement ». Ce serait « l’affirmation de l’optimisme de ces écrivains qui ont défié l’Inquisition, ouvrant une brèche dans la conscience des gens pour permettre l’arrivée des Libérateurs ».
Le Comité Nobel, de son côté, évoque Monsieur le Président en ces termes :
« Cette grandiose et tragique satire, raille le prototype du dictateur latino-américain qui est apparu dans plusieurs pays au début du siècle et qui a depuis continué à réapparaître, sa présence étant maintenue par la mécanique de la tyrannie qui, pour le commun des mortels, fait de chaque jour un enfer. La vigueur passionnée avec laquelle Asturias évoque la terreur et la défiance qui empoisonnent l’atmosphère sociale de l’époque, fait de son travail à la fois un défi et un acte esthétique inestimable. »

## Éditions
Édition originale
- El señor Presidente, Mexico, Costa-Amic, 1946

Éditions françaises
- Monsieur le Président, traduit par Georges Pillement, Francisca Garcias et Yves Malartic, Paris, Bellenand, 1952 ; réédition, Paris, Le Club français du livre, 1953 ; réédition, Paris, LGF, coll. « Le Livre de poche » no 2503, 1968 ; réédition dans une nouvelle traduction de Georges Pillement et Dorita Nouhaud, Paris, Albin Michel, coll. « Les grandes traductions », 1977  (ISBN 2-226-00420-3) ; réédition, Paris, Flammarion, coll. « Garnier-Flammarion » no 455, 1987  (ISBN 2-08-070455-9)